# 머르철리구

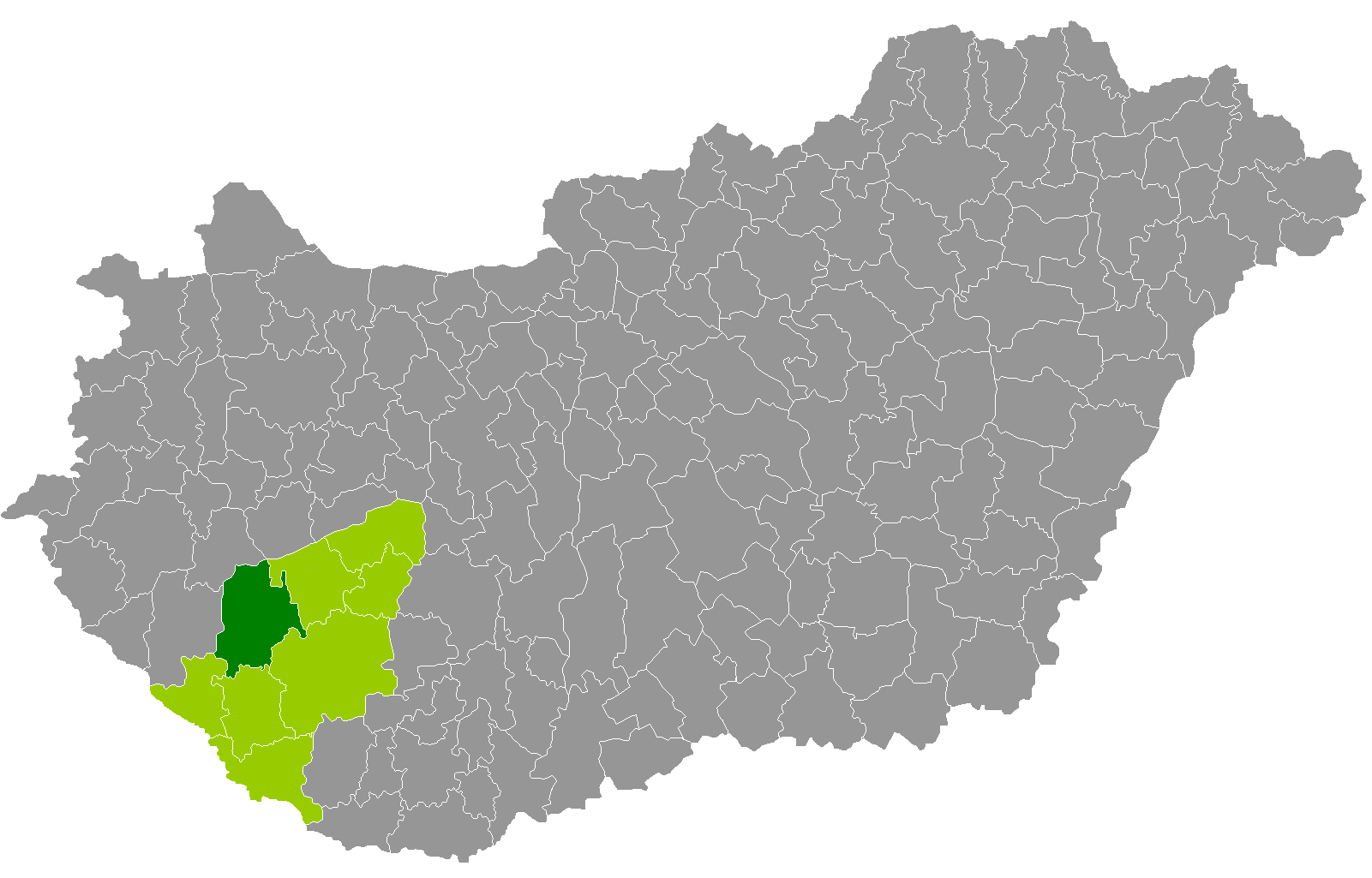
쇼모지주 지도에 표시된 머르철리구의 위치

머르철리구(헝가리어: Marcali járás)는 헝가리 쇼모지주에 위치한 구로 구청 소재지는 머르철리이며 면적은 904.24km2, 인구는 34,472명(2011년 기준), 인구 밀도는 38명/km2이다.
북쪽으로는 절러주 케스트헤이구, 동쪽으로는 포뇨드구, 남동쪽으로는 커포슈바르구, 남쪽으로는 너저타드구, 북서쪽으로는 추르고구, 서쪽으로는 절러주 너지커니저구와 접한다. 37개 지방 자치체(1개 시, 36개 마을)를 관할한다.

구 문장